# Caralluma crenulata
Caralluma crenulata là một loài thực vật có hoa trong họ La bố ma. Loài này được Wall. mô tả khoa học đầu tiên năm 1829.